# سارگایازوو
سارگایازوو (انگلیسی: Sargayazovo) یک شهرک در شهرستان نوریمانوفسکی استان باشقیرستان کشور روسیه است.